# Люй Сяоцзюнь
Люй Сяоцзюнь  (кит.: 吕 小军, 27 липня 1984) — китайський важкоатлет, олімпійський чемпіон.

## Виступи на Олімпіадах
| Олімпіада   | Вагова категорія | Місце |
| ----------- | ---------------- | ----- |
| Лондон 2012 | 77 кг            | 1     |
| Ріо 2016    | 77 кг            | 2     |
| Токіо 2020  | 81 кг            | 1     |